# Dimensión Latina 79
Dimensión latina 79 o Solid Gold es el decimotercer álbum de la agrupación venezolana Dimensión Latina. Fue editado en 1978 por la disquera Color (subsidiaria de Top Hits) en formato larga duración de vinilo a 33⅓ RPM.

## Canciones
Lado A
1. Satisfacciones (2:34)
2. Dime por qué (2:22)
3. Amanece (3:28)
4. Lágrimas y tristezas (3:26)
5. El baile del carnaval (2:39)

Lado B
1. Combinación latina No 3: Prisionero del mar, Lo siento por ti, Sabrosona (4:57)
2. Viviendo del cuento (2:45)
3. La batidora (4:11)
4. Me verán llorar (3:16)

## Créditos (alfabético)
Músicos
- Andy Montañez: Voz
- Carlos Guerra: Trombón, coros
- Carlos Jesús Guillen: Tumbadoras
- César Monge: Trombón, coros
- Gustavo Carmona: Bajo
- José Rojas: Trombón, coros
- Jesús Narvaes: Piano
- José Rodríguez: Timbales
- Luis Machado: Bongó
- Rodrigo Mendoza: Voz, maracas

Producción
- Arreglos: César Monge
- Arte: Luis Antonio Generani
- Foto: Carlos Beltrán
- Grabado en Estudio Fidelis (Caracas)
- Producción musical: Discos T-H / División Color.
- Técnico de sonido: Antonio González

- Datos: Q5807222